# Бутков, Леонтий Анисифорович
Леонид Анисифорович Бутков (1907—1975) — Гвардии капитан Рабоче-крестьянской Красной Армии, участник Великой Отечественной войны, Герой Советского Союза (1944).

## Биография
Леонид Бутков родился в 1907 году в селе Заселье (ныне — Белозёрка Витовского района Николаевской области) в крестьянской семье.
Получил начальное образование. До 1928 года работал батраком, позднее служил в органах НКВД СССР.
С 1935 года Бутков был начальником инструментального цеха на заводе в Николаеве. В августе 1941 года был призван на службу в Рабоче-крестьянскую Красную Армию Бакинским городским военным комиссариатом. С того же времени — на фронтах Великой Отечественной войны. В 1942 году вступил в ВКП(б).
К ноябрю 1943 года гвардии старший лейтенант Леонтий Бутков командовал ротой 164-го гвардейского стрелкового полка 55-й гвардейской стрелковой дивизии 56-й армии Северо-Кавказского фронта. Отличился во время Керченской операции.
В ночь со 2 на 3 ноября 1943 года на судах Бутков во главе десантного отряда переправился через Керченский пролив в районе села Опасная (ныне — в черте Керчи) и первым в своём подразделении высадился на берег. В бою лично уничтожил расчёт вражеского станкового пулемёта, проложив тем самым дорогу своей группе. Во время боёв за плацдарм Бутков уничтожил 11 вражеских солдат. Отряду удалось захватить плацдарм, закрепиться на нём и обеспечить тем самым высадку основных подразделений дивизии.
В 1945 году в звании капитана Бутков был уволен в запас.
Проживал и работал в Николаеве, затем в Москве. Скончался 16 ноября 1975 года, похоронен на Кузьминском кладбище.

## Память
- Могила Леонтия Буткова является объектом культурного наследия.[2]

## Награды
- Указом Президиума Верховного Совета СССР от 16 мая 1944 года гвардии старший лейтенант Леонтий Бутков был удостоен высокого звания Героя Советского Союза с вручением ордена Ленина и медали «Золотая Звезда»[3].
- Был также награждён орденами Красного Знамени, Отечественной войны 2-й степени и Красной Звезды и рядом медалей.